# زانکت نیکولای ایم سوزال
زانکت نیکولای ایم سوزال (به آلمانی: Sankt Nikolai im Sausal) یک منطقهٔ مسکونی در اتریش است که در لیبنیتس واقع شده‌است. زانکت نیکولای ایم سوزال ۲۶٫۱۸ کیلومتر مربع مساحت دارد ۳۴۲ متر بالاتر از سطح دریا واقع شده‌است.

## خواهرخوانده
شهر لورو پیچنو خواهرخواندهٔ زانکت نیکولای ایم سوزال هست.